# Монтерей (Кентуккі)
Монтерей (англ. Monterey) — місто (англ. city) в США, в окрузі Оуен штату Кентуккі. Населення — 112 особи (2020).

## Географія
Монтерей розташований за координатами 38°25′29″ пн. ш. 84°52′17″ зх. д. / 38.42472° пн. ш. 84.87139° зх. д. (38.424800, -84.871441).  За даними Бюро перепису населення США в 2010 році місто мало площу 0,67 км², з яких 0,67 км² — суходіл та 0,00 км² — водойми.

## Демографія
Згідно з переписом 2010 року, у місті мешкало 138 осіб у 56 домогосподарствах у складі 36 родин. Густота населення становила 207 осіб/км².  Було 67 помешкань (100/км²).
Расовий склад населення:
| - 100,0 % — білих |

До двох чи більше рас належало 0,0 %. Частка іспаномовних становила 1,4 % від усіх жителів.
За віковим діапазоном населення розподілялося таким чином: 29,0 % — особи молодші 18 років, 55,1 % — особи у віці 18—64 років, 15,9 % — особи у віці 65 років та старші. Медіана віку мешканця становила 39,5 року. На 100 осіб жіночої статі у місті припадало 97,1 чоловіків;  на 100 жінок у віці від 18 років та старших — 104,2 чоловіків також старших 18 років.
Середній дохід на одне домашнє господарство  становив 40 634 долари США (медіана — 40 625), а середній дохід на одну сім'ю — 55 568 доларів (медіана — 54 167). За межею бідності перебувало 11,9 % осіб, у тому числі 6,7 % дітей у віці до 18 років та 9,1 % осіб у віці 65 років та старших.
Цивільне працевлаштоване населення становило 33 особи. Основні галузі зайнятості: виробництво — 27,3 %, транспорт — 21,2 %, оптова торгівля — 12,1 %, освіта, охорона здоров'я та соціальна допомога — 9,1 %.